# Heule
Heule är en ort i Belgien.   Den ligger i provinsen Västflandern och regionen Flandern, i den västra delen av landet, 80 km väster om huvudstaden Bryssel. Heule ligger 16 meter över havet och antalet invånare är 10 220.
Terrängen runt Heule är platt. Runt Heule är det mycket tätbefolkat, med 1 056 invånare per kvadratkilometer.. Närmaste större samhälle är Kortrijk, 2,1 km sydost om Heule.
Trakten runt Heule består till största delen av jordbruksmark.